# Red (geografía)
En el ámbito de la geografía, se denomina red a una organización espacial que indica como se desarrolla el movimiento de personas, bienes o información. La red está formada por nodos interconectados. La idea de red es extremadamente útil para la comprensión de las diversas formas en que se articula el espacio geográfico, que contiene algún tipo de desplazamiento. Las interconexiones son caracterizadas por el concepto de flujo, que indica el ritmo de desplazamiento de entes que tiene lugar por unidad de tiempo entre los diversos nodos.
La globalización del mundo es producto de la existencia de amplias redes de intercambio de bienes e información que cubren el mundo. Redes de transporte por tierra mar y aire; que se complementan por redes de información y comunicación soportadas por sistemas de telefonía e internet que utilizan sistemas satelitales y de cables submarinos como conectores entre nodos.

## Ejemplos
Una red hidrográfica es el conjunto de vías de agua (naturales y artificiales) que producen el escurrimiento del agua en una zona determinada. La red se encuentra estructurada mediante sistema de tuberías que confluyen hacia una cañería maestra que descarga en un río o espejo de agua. En el dimensionamiento y desarrollo de la red es de especial importancia la frecuencia y volumen de las precipitaciones pluviales en la región, la pendiente de las tuberías y el tipo de suelo que compone la zona.
Una red de transporte representa los diversos caminos de circulación que se presentan en un determinado espacio geográfico. Las redes de carreteras permiten estructurar el territorio y habilitan la circulación de personas entre ciudades y países. Las redes de ferrocarril desempeñan un rol importante en el movimiento de cargas y personas.